# 권복인
권복인(權福仁, 1912년 8월 29일 ~ 1978년 5월 30일)은 제4대 국회의원을 지낸 대한민국의 정치인이다.

## 약력
- 대구공립농림학교 졸업
- 연희전문학교 상과 졸업
- 조선식산은행 행원
- 한일흑연광업주식회사 전무
- 대한정구협회 이사장ㆍ부회장
- 충청북도의회 부의장
- 자유당 옥천군 위원장
- 자유당 중앙위원

## 역대 선거 결과
|  | 13.22% |

|  | 36.63% |

|  | 61.57% |